# Лойперсдорф-Кицладен
Лойперсдорф-Кицладен (нем. Loipersdorf-Kitzladen) — коммуна (нем. Gemeinde) в Австрии, в федеральной земле Бургенланд. 
Входит в состав округа Оберварт.  Население составляет 1247 человек (на 31 декабря 2005 года). Занимает площадь 15,9 км². Официальный код  —  10910.

## Политическая ситуация
Бургомистр коммуны — Ханс Оберхофер (СДПА) по результатам выборов 2007 года.
Совет представителей коммуны (нем. Gemeinderat) состоит из 19 мест.
- СДПА занимает 12 мест.
- АНП занимает 7 мест.